# Rosa Eriksen
Rosa Eriksen (født 26. februar 1990 i Holbæk) er en dansk sygeplejerske og folketingsmedlem for Moderaterne i Fyns Storkreds fra 1. november 2022.
Eriksen er uddannet sygeplejerske fra UCL Odense i 2016. Hun arbejdede på Odense Universitetshospital i Odense fra 2016 til 2022.
Hun blev valgt til Folketinget for Moderaterne ved folketingsvalget 2022. I Folketinget er hun Moderaternes ligestillings- og socialordfører. Hun blev formand for Socialudvalget i 2023.

## Privatliv
Eriksen bor på Fyn og er gift med Nicolai Eriksen. De har to døtre. I 2013 deltog hun i realityshowet Kongerne på Kanal 5, hvor hun bl.a. er kendt for at sige at man kunne sluge sæd for at forebygge kræft.